# Bățanii Mari
Bățanii Mari (węg. Nagybacon) – wieś w Rumunii, w okręgu Covasna, w gminie Bățani. W 2011 roku liczyła 1920 mieszkańców.